# Gładkiszki
Gładkiszki (lit. Glatkiškės) – wieś na Litwie, w okręgu wileńskim, w rejonie wileńskim, w gminie Mejszagoła, przy autostradzie A2.

## Historia
W XIX i w początkach XX w. folwark i zaścianek położony w Rosji, w guberni wileńskiej, w powiecie wileńskim. Po I wojnie światowej pod administracją polską, w Zarządzie Cywilnym Ziem Wschodnich. W latach 1920–1922 w składzie Litwy Środkowej.
Od 11 kwietnia 1922 leżały w Polsce, w województwie wileńskim, w powiecie wileńsko-trockim, w gminie Mejszagoła. Była to wówczas grupa 7 osad, do której należały 2 folwarki, majątek ziemski oraz 4 zaścianki. W 1931 miejscowość (wszystkie 7 osad łącznie) liczyła 150 mieszkańców, zamieszkałych w 22 budynkach.
10 lipca 1944 2 Wileńska Brygada Armii Krajowej rozbroiła tu grupę Niemców bez oporu z ich strony.
Po II wojnie światowej w granicach Związku Sowieckiego. Od 1991 na niepodległej Litwie.